# Herr Puntila och hans dräng Matti (film)
Herr Puntila och hans dräng Matti är en finländsk-svensk film från 1979 med regi och manus av Ralf Långbacka. Filmen är baserad på Bertolt Brechts pjäs med samma namn från 1941 och i rollerna ses bland andra Lasse Pöysti, Pekka Laiho och Arja Saijonmaa.

## Handling
I 1930-talets Tavastland är den alkoholiserade gårdsägaren Johannes Puntila på väg att gifta sin dotter Eeva med attachén Eino Silaka. Eeva själv riktar siktet mot Puntilas skarpsinnade förare, Matti, som dock inte är redo att dansa till herrarnas visselpipa.

## Rollista
- Lasse Pöysti – Johannes Puntila, godsägare
- Pekka Laiho – Matti Aaltonen, dräng
- Arja Saijonmaa – Eva Puntila, Johannes dotter
- Martin Kurtén – Eino Silakka, attaché vid finska UD
- Elina Salo – apoteksfröken
- Ritva Valkama – Langar-Emma
- Pirkko Nurmi – Lisa
- Maria Aro – Laina
- Tauno Lehtihalmes – prosten
- May Pihlgren – prostinnan
- Karin Pacius – Fina
- Rolf Labbart – mejeridisponenten
- Sven Ehrström – häradshövdingen
- Sulevi Peltola – Surkkala
- Soli Labbart – Telefon-Sandra
- Yngve Lampenius – hovmästare
- Thomas Backlund	 – rödhårig arbetare
- Algot Elgström – kontorist
- Asser Fagerström – pianist
- Atso Fagerström – violinist
- Stig E. Holmqvist – arbetare
- Aaro Kurkela – Vilho
- Martti Palasti – cellist
- Paavo Piskonen – arbetare
- Ivar Rosenblad – lutande arbetare
- Pehr-Olof Sirén – utrikesminister

## Produktion
Filmen producerades av Reppufilm och Svenska Filminstitutet med stöd från Sveriges Radio, Sandrew Film & Teater och Oy Mainos-TV-Reklam Ab. Med en budget på 3 615 684 finska mark spelades filmen in i Hollola, Nastola, Tavastehus, Rengo, Hauho, Helsingfors och Artsjö.